# Jun Naito
Jun Naito (内藤 潤 Naito Jun?), född 18 december 1970 i Ishikawa prefektur, är en japansk före detta fotbollsspelare.
Naito började sin karriär i Yokohama Flügels. Med Yokohama Flügels vann han japanska cupen 1993. 1995 flyttade han till Vissel Kobe. Han avslutade karriären 1997.